# Comuna Komarivka, Velîka Mîhailivka
Komarivka (în ucraineană Комарівка) este o comună în raionul Velîka Mîhailivka, regiunea Odesa, Ucraina, formată din satele Hrușka, Komarivka (reședința) și Trohîmivka.

## Demografie
Componența lingvistică a comunei Komarivka
     Ucraineană (84,89%)
     Română (10,43%)
     Rusă (4,68%)
Conform recensământului din 2001, majoritatea populației comunei Komarivka era vorbitoare de ucraineană (84,89%), existând în minoritate și vorbitori de română (10,43%) și rusă (4,68%).